# Tectella luteohinnulea
Tectella luteohinnulea är en svampart som beskrevs av G. Stev. 1964. Tectella luteohinnulea ingår i släktet Tectella och familjen Mycenaceae.   Inga underarter finns listade i Catalogue of Life.